# Trypeticus clarus
Trypeticus clarus är en skalbaggsart som beskrevs av Kanaar 2003. Trypeticus clarus ingår i släktet Trypeticus och familjen stumpbaggar. Inga underarter finns listade i Catalogue of Life.